# Comuna Voskobiinîkî, Șîșakî
Voskobiinîkî (în ucraineană Воскобійники) este o comună în raionul Șîșakî, regiunea Poltava, Ucraina, formată din satele Nosî, Romankî, Sulîmî, Velîcikove, Vertelețke și Voskobiinîkî (reședința).

## Demografie
Componența lingvistică a comunei Voskobiinîkî
     Ucraineană (96,12%)
     Rusă (2,93%)
     Alte limbi (0,52%)
Conform recensământului din 2001, majoritatea populației comunei Voskobiinîkî era vorbitoare de ucraineană (96,12%), existând în minoritate și vorbitori de rusă (2,93%).